# Miu Goto
Miu Goto (japonês: 後藤 希友, Hepburn: Goto Miu, Nagoia, 2 de março de 2001) é uma jogadora de softbol japonesa, que joga na posição de arremessadora (pitcher).

## Carreira
Goto compôs o elenco da Seleção Japonesa de Softbol Feminino nos Jogos Olímpicos de Verão de 2020 em Tóquio, onde se consagrou campeã com a conquista da medalha de ouro.